# Julia (chanson des Beatles)
Pour les articles homonymes, voir Julia.
Pistes de The Beatles
I Will Birthday
Julia est une chanson des Beatles publiée le 20 novembre 1968 sur l'album double The Beatles, mieux connu avec le nom l'« Album blanc », écrite par John Lennon (bien qu'elle soit créditée Lennon/McCartney).

## Historique
John Lennon l'a écrite pour sa mère, Julia Stanley, qui est morte en 1958 percutée par une voiture conduite par un policier ivre, mais il y cite également Yoko Ono avec les vers « Ocean Child calls me », Yoko signifiant littéralement « fille de l'océan » en Japonais. 
Pour cette chanson qu'il a composée à Rishikesh lors du séjour des Beatles en Inde chez le Maharishi Mahesh Yogi (février-avril 1968) et qu'il interprète en solo sur le disque, John Lennon utilise avec sa guitare acoustique une technique de picking que lui a enseignée Donovan durant ce « séminaire » sur la méditation transcendantale auquel il participait également.
La prise 2, sans la voix de Lennon à part des deux premiers vers, clôt le disque 1 d'Anthology 3.

## Reprises par d’autres artistes
En 2004, le DJ/producteur Danger Mouse reprend le morceau ainsi que d'autres de l'« Album blanc » dans The Grey Album, un album de remixes "mashup" mêlant des samples des Beatles avec des versions a cappella du Black Album du rappeur Jay-Z.